# 107 Camilla
Camilla /kəˈmɪlə/ (định danh hành tinh vi hình: 107 Camilla) là một trong các tiểu hành tinh lớn nhất tính từ mép ngoài cùng của vành đai chính. Quỹ đạo của nó ở trong nhóm tiểu hành tinh Cybele, xa các tiểu hành tinh vành đai chính. Ngày 17 tháng 11 năm 1868, nhà thiên văn học người Anh Norman R. Pogson phát hiện tiểu hành tinh Camilla khi ông thực hiện quan sát tại Đài quan sát Madras, Ấn Độ và đặt tên nó theo tên Camilla, nữ hoàng của tộc người Volsci trong thần thoại La Mã.

## Đặc trưng vật lý
Nó có bề mặt tối và thành phần cấu tạo của nó là cacbonat nguyên thủy.
Phân tích đường cong ánh sáng của nó chỉ cho thấy các điểm cực của nó gần như hướng về hệ tọa độ hoàng đạo (β, λ) = (+51°, 72°) với 10° không chắc chắn , nó cho một độ nghiêng trục quay là 29°. Mô hình tiếp theo của dữ liệu trắc quang cho kết quả tương tự.

## Vệ tinh
Camilla là tiểu hành tinh hệ ba sao thứ 6 đã được phát hiện trong vành đai tiểu hành tinh, sau 87 Sylvia, 45 Eugenia, 216 Kleopatra, 93 Minerva và 130 Elektra (một hệ bốn sao).

### S1
Ngày 1 tháng 3 năm 2001, A. Storrs, F. Vilas, R. Landis, E. Wells, C. Woods, B. Zellner, và M. Gaffey đã tìm thấy một vệ tinh hành tinh vi hình của Camilla khi sử dụng kính viễn vọng không gian Hubble. Nó được tạm đặt tên là S/2001 (107) 1 nhưng chưa có tên chính thức.
Các quan sát sau này vào tháng 9 năm 2005 bằng kính viễn vọng rất lớn đã cho phép xác định một quỹ đạo. Ngoài các dữ liệu ở tập tin bên cạnh, độ nghiêng của nó được tìm thấy là 3 ± 1° với một điểm trục hướng về (β, λ) = (+55°, 75°), cho ~10° không chắc chắn trong trục quay hiện nay của Camilla, người ta có thể nói là độ nghiêng của quỹ đạo là ít hơn 10°.
Đường kính của vệ tinh ước tính đo dược khoảng 11 km . Giả thiết là một tỷ trọng tương tự như Camilla, thì sẽ cho một khối lượng xấp xỉ ~1,5×1015 kg. Vệ tinh này có màu như tiểu hành tinh Camilla.

### S2
Vào năm 2016, các nhà thiên văn học tại Kính thiên văn rất lớn ở Chile đã phát hiện ra vệ tinh thứ hai của Camilla. Nó có định danh tạm thời là S/2016 (107) 1.